# Heteronyx peregrinus
Heteronyx peregrinus är en skalbaggsart som beskrevs av Blackburn 1890. Heteronyx peregrinus ingår i släktet Heteronyx och familjen Melolonthidae. Inga underarter finns listade i Catalogue of Life.